# Лесосибирск
Лесосиби́рск — город в России, в Красноярском крае. Административный центр городского округа город Лесосибирск. Раньше являлся городом краевого подчинения на территории Енисейского района, приравнен к районам Крайнего Севера. Расположен на берегу реки Енисей в 282 километрах севернее Красноярска и в 30 км от устья Ангары.
Город является седьмым по численности населения в крае, население на 1 февраля составляет 63 995 чел. (2025). Площадь города составляет 277 км².
Город занимает седьмое место по объёму промышленного производства и четвёртое по прибыли в крае. Крупный центр лесопиления и лесохимии, а также самый крупный город Нижнего Приангарья. Лесосибирск часто называют «лесной столицей Красноярского края».

## География
Расположен в центральной части России, на юго-западе За-ангарского плато на левобережье реки Енисей, в 275 километрах севернее Красноярска и в 30 км от устья Ангары.
Город имеет выгодное транспортно-географическое положение. Железнодорожная ветвь на Ачинск связывает Лесосибирск с Транссибирской магистралью, Енисейский тракт, идущий до Красноярска, даёт выход на федеральную трассу «Байкал» (М53), мощный речной порт, способный перерабатывать в год около 1200 тысяч тонн грузов. Енисей связывает город с Северным Морским путём, а Ангара — с Нижним Приангарьем.
Благодаря этим факторам Лесосибирск — удобный транспортный узел, что позволило включить его в проект Северо-Сибирской железнодорожной магистрали (СевСиб) и позиционировать его как плацдарм для развития Нижнего Приангарья.

## История
История города Лесосибирска начинается ещё с 1640 года. В это время около Енисейска начинают основываться деревни и зимовья. Первопоселенцы обосновались и поселились на реке Маклаковка. Поселение получает название Маклаков Луг. С начала селения здесь занимались земледелием, рыболовством и охотой. Также в деревне сажали культурные растения. На реке Маклаковка были построены мельницы, что означало здесь перемалывали зёрна. В деревне выплавляли железо, кроме этого ещё занимались ювелирным делом. В XIX веке Маклаково становится центром волости. В начале XX века в Маклаковское приезжает норвежский промышленник Йонас Лид. Лесопромышленник задумывает открыть крупный экономический узел на границе Западной и Восточной Сибири и основывает лесоперерабатывающий комбинат, создавший экономическую основу для будущего города. Комбинат начал строиться в 1908 году, а начинает работу в 1916 году. За годы своего существования лесозавод потерпел немало неприятностей. На комбинате было несколько пожаров, а также были потопы, после которых комбинат терял продукцию. Комбинат Лида после революции был национализирован и получил название Маклаковский ЛДК-(2). После Великой Отечественной войны в районе Маклаково были построены крупные лесопильные заводы для переработки ангарской сосны: Новоенисейский и Новомаклаковский лесопильно-деревообрабатывающие комбинаты, лесоперевалочная база и лесоперевалочный комбинат. В 1953 году Маклаково получает статус посёлка городского типа. Маклаковский ЛДК впоследствии становится градообразующим предприятием посёлка.
Была открыта железнодорожная ветка Ачинск — Маклаково, протяжённостью 274 км, которая соединила посёлок с железнодорожной Сибирской магистралью.
Для рабочих были построены посёлки Новомаклаково и Новоенисейск.
15 января 1975 года на базе пристаней «Енисейск» и «Маклаково» был создан Лесосибирский порт — ныне дочернее предприятие Енисейского речного пароходства.
Своему появлению на карте России город обязан одному из своих основателей и первому главе города первому секретарю Лесосибирского горкома КПСС Николаю Терентьевичу Колпакову. По его словам, название города в полной мере отражает специализацию города и его географическое положение:

Название города придумал я. Было два предложения, которые не прошли: назвать город Маклаково, да и за рубежом этот посёлок был известен с 1924 года. Правительство отклонило это предложение. Мы же считали, что название посёлка Маклаково происходило от фамилии путешественника, а оказалось, что он никогда не был в этих краях. Учёные Академии наук расшифровали слово «маклаки» — это, дескать, перекупщики краденого. В советское время, конечно же, не могли допустить название города с этим словом. Тогда начали советоваться. Пробовали назвать будущий город Ново-Енисейском, хотя бы потому, что рабочий посёлок был с таким названием, и он входил в административное подчинение. Но непосредственно в наш город не входил, по проекту не входил, и нужно было созвать сход жителей, получить их согласие. Народ не согласился. Стали думать. Мне пришла мысль: есть в Сибири город Новосибирск, связанный с Сибирью, а мы же лесники, у нас, в основном, лесная промышленность… Итак — Лесосибирск! По всем параметрам вроде подходит: лес, Сибирь… Обосновали название, и его легко приняли в правительстве. «Красноярская газета», № 84 12 декабря 2006 г. 
По другой версии название городу придумала преподаватель Лесосибирского педагогического института профессор А. И. Малютина, победившая в конкурсе на лучшее название будущего города.
Решением Президиума Верховного Совета РСФСР № 185 от 21 февраля 1975 года посёлки Маклаково и Новомаклаково преобразованы в город Лесосибирск. В 1989 году к Лесосибирску присоединён посёлок Новоенисейск.

## Население
| 1939    | 1959    | 1970    | 1979    | 1989    | 1992    | 1996    | 1998    | 2000    | 2001    | 2002    | 2003    |
| ------- | ------- | ------- | ------- | ------- | ------- | ------- | ------- | ------- | ------- | ------- | ------- |
| 56 400  | ↘16 262 | ↗36 089 | ↗56 476 | ↗68 342 | ↗69 900 | ↘69 700 | ↘69 300 | ↘68 500 | ↘68 200 | ↘65 374 | ↗65 400 |
| 2005    | 2006    | 2007    | 2008    | 2009    | 2010    | 2011    | 2012    | 2013    | 2014    | 2015    | 2016    |
| ↘64 900 | ↘64 600 | ↘64 400 | ↘64 200 | ↘64 160 | ↘61 139 | ↘61 100 | ↘60 875 | ↘60 607 | ↘60 277 | ↘59 903 | ↘59 844 |
| 2017    | 2018    | 2020    | 2021    |         |         |         |         |         |         |         |         |
| ↘59 642 | ↘59 525 | ↘59 306 | ↘55 730 |         |         |         |         |         |         |         |         |

На 1 января 2024 года по численности населения город находился на 294-м месте из 1119 городов Российской Федерации.

## Климат
| Показатель                    | Янв.  | Фев.  | Март  | Апр.  | Май   | Июнь | Июль | Авг. | Сен. | Окт.  | Нояб. | Дек.  | Год   |
| ----------------------------- | ----- | ----- | ----- | ----- | ----- | ---- | ---- | ---- | ---- | ----- | ----- | ----- | ----- |
| Абсолютный максимум, °C       | 3,1   | 7,1   | 16,5  | 27,0  | 33,2  | 35,4 | 35,3 | 33,6 | 29,2 | 23,7  | 9,6   | 6,1   | 35,3  |
| Средний суточный максимум, °C | −10,2 | −8,8  | −1,2  | 6,8   | 12,9  | 21,1 | 22,3 | 18,9 | 11,0 | 4,3   | −3,8  | −7,6  | 5,5   |
| Средняя температура, °C       | −20,5 | −17,2 | −8,7  | −0,1  | 8,6   | 15,3 | 18,7 | 15,2 | 8,0  | 0,1   | −10,6 | −17,9 | −0,7  |
| Средний суточный минимум, °C  | −36,9 | −32,7 | −19,4 | −7,3  | 1,8   | 10,1 | 13,7 | 9,5  | 3,4  | −7,7  | −23,6 | −34,1 | −10,2 |
| Абсолютный минимум, °C        | −58,8 | −53,3 | −47,1 | −35,6 | −17,1 | −3,9 | 1,2  | −3,1 | −8,9 | −33,6 | −49   | −54,5 | −58,8 |
| Норма осадков, мм             | 28    | 20    | 19    | 28    | 41    | 59   | 57   | 55   | 49   | 47    | 41    | 35    | 479   |

Интересно, что абсолютный максимум температуры в июне на +0.1° градуса выше, чем в июле и равен Твери, а в мае Москве. По температурному фону Лесосибирск крайне сходен с метеостанцией Подкаменная Тунгуска. Абсолютный минимум февраля резко, на +5.5° выше января, самая низкая температура которого на 0.7°, а по январю на 1.9° ниже чем в Коми.

## Экономика
Основные отрасли промышленности — переработка древесины, лесохимия.
Крупные предприятия:
- Лесосибирский лесопильно-деревообрабатывающий комбинат № 1
- Промышленная группа «Сибирский лес»
- Речной порт
- Лесосибирский канифольно-экстракционный завод
- Лесосибирский лесоперевалочный комбинат
- Лесосибирский мачто-пропиточный завод
- Сибирский лесохимический завод
- Новоенисейский лесохимический комплекс
- Лесосибирск-Автодор

Лесосибирский ЛДК № 1 с 1978 года является градообразующим предприятием Лесосибирска. В его состав входят лесозаготовительные предприятия, лесопильное производство, цех по выпуску и отделке древесно-волокнистых плит, мебельное производство. Лесосибирский ЛДК № 1 выпускает 850—900 тыс. м³. пиломатериалов и 175 тыс. м³. древесно-волокнистой плиты в год. В 2011 году руководство ЛЛДК № 1 приступило к модернизации производства. После проведения модернизации Лесосибирский ЛДК станет крупнейшим лесопильным заводом в России и одним из самых крупных в мире.
Ранее работал крупный шпалозавод, производивший шпалы для железнодорожного пути — Стрелковский.

## Внутреннее деление
Центральная улица города — улица Горького. Лесосибирск был образован из трёх рабочих посёлков, они являются внутригородскими районами: Новоенисейск, Южная часть, Старое Маклаково.

## Культура и искусство
В городе несколько муниципальных домов культуры («Маклаковский дом культуры», «Новоенисейский дом культуры», дом культуры «Магистраль»), городской выставочный зал, Лесосибирский музей леса, три музыкальные и две художественные школы, 8 библиотек.
Народные ансамбли песни и танца «Узоры», «Веснушки» и «Новоенисейские зори», театр танца «Чудеса», народный хор ветеранов «Ивушка», хор ветеранов «Калинушка». Действует ансамбль народной музыки «Веселуха». Народное объединение художников «Енисей».
В 2010 году в городе появился муниципальный духовой оркестр.
В Лесосибирске издаётся художественно-публицистический альманах творческих объединений Приенисейского округа Красноярского края «Перезвон».
В Лесосибирске родился художник Виктор Каплан.
С 2011 г. работает Лесосибирский городской литературный клуб «Радуга», в который вошла ОО «Творческая гостиная» и другие творческие коллективы. В 2011 г. вышел первый выпуск художественно-публицистического альманаха «Радуга».
Креативное пространство «Культ-Холл».
Городской драматический театр «Поиск».
Функционирует кинотеатр «Луч».

## СМИ
- Информационный центр «Лесосибирск-инфо»
- Газета 'Заря Енисея'
- Сайт http://lesosibirsk.krskstate.ru
  - Газета "Енисейская правда"
  - Газета "Новая жизнь"
  - Газета "Енисейск-Плюс"

## Достопримечательности
- Городская площадь — расположена при въезде в Южную часть города, на ней находится Монумент образованию и стела 10-летию города Лесосибирска, а также фонтан.
- Крестовоздвиженский собор. В 1995 г. на Троицу был заложен первый камень в строительстве собора. Строился Лесосибирским СМП-3 по проекту архитектора Банникова Александра Владимировича (проектная мастерская ООО «Архитектон», г. Красноярск) на средства Лесосибирского ЛДК. Построен из красного кирпича, 13 куполов, символизирующих Христа и его 12 апостолов, издали хорошо видных с Енисея. Строительство собора продолжалось семь лет. В процессе строительства были восстановлены и использованы способы кирпичной кладки, применявшиеся средневековыми русскими мастерами.
- Андреевский храм — православный храм в честь Св. Андрея Первозванного, возведён в северной части города, в б. пос. Новоенисейск. Строительство завершено в 2011 г. В январе 2012 года состоялось освящение храма.

## Спорт
В городе действуют две спортивные школы (МБУ «СШ № 1», МБУ « СШ по видам единоборств»),
Стадион «Труд», ФОК по МЖ «Стрела»
Физкультурно-оздоровительный комплекс «Эдельвейс».
Действуют 20 общественных организаций, работающих в области спорта. Среди них:
- Лесосибирская общественная организация "Федерация бокса «Ринг»;
- Клуб каратэ «Рассвет»;
- Федерация Киокушинкай каратэ-до;
- Туристический клуб.

В 2015 году был открыт физкультурно-спортивный центр «Енисей» — Северный филиал КГАУ «Центр спортивной подготовки».
Объект спорта был построен благодаря усилиям жителей и местной власти в рамках государственной программы развития физической культуры спорта в Российской Федерации. ФСЦ «Енисей» включен во Всероссийский реестр объектов спорта Министерства спорта Российской Федерации, предоставляющий право проводить официальные соревнования.
Лесосибирск является местом проведения зональных, краевых спортивных соревнований и турниров.

## Образование
- Лесосибирский педагогический институт — филиал Сибирского федерального университета (ЛПИ — филиал СФУ).
- Лесосибирский филиал Сибирского государственного технологического университета (ЛфСибГТУ).
- Лесосибирский филиал Современной гуманитарной академии (СГА).
- Профессиональное училище № 14.
- Лесосибирский технологический техникум (бывшее профессиональное училище № 48).
- Лесосибирский медицинский техникум.
- 12 школ, среди них одна коррекционная.
- 22 детских сада.
- Восемь учреждений дополнительного образования, среди них три музыкальные школы и две художественные.
- Частное профессиональное образовательное учреждение «Лесосибирский колледж „Знание“».
- Лесосибирский кадетский корпус.
- Православная гимназия им. св. Иоанна Кронштадтского.

## Вещание
В городе вещают 9 телеканалов в аналоговом формате, 8 радиостанций, 3 мультиплекса цифровых каналов.
Телеканалы
- Первый канал
- Россия 1 / ГТРК Красноярск
- Россия 24 / ГТРК Красноярск
- Россия К
- НТВ
- ТНТ
- СТС
- Енисей
- Пятый канал
- РЕН-ТВ
- Афонтово / Лесосибирск-инфо
- Восьмой канал — Красноярский край

Радиостанции
- 100,8 FM — Новое радио
- 101,7 FM — Юмор FM
- 102,3 FM — Авторадио
- 102,8 FM — Радио России / ГТРК Красноярск
- 105,0 FM — Русское радио
- 105,4 FM — Европа Плюс
- 106,6 FM — Радио Дача
- 107,0 FM — Радио Шансон

## Транспорт
- автомобильный: Енисейский тракт — до Красноярска
- речной порт
- железнодорожный: ветка Ачинск-Лесосибирск до Транссиба
- В Лесосибирске действует система городского общественного автобуса марки ПАЗ-3205. Общественные перевозки по городу Лесосибирску осуществляются Частными перевозчиками.

## Религия
Русская православная церковь
В 1989 году православные верующие на воскресные богослужения ездили в Успенскую церковь Енисейска. В 1991-92 гг. в городе начала складываться православная община.
- В городе действует Крестовоздвиженский собор. Это самый крупный храм в Сибири, а также самый крупный храм в России, из построенных в новое время. Заложен в 1995 г. Строительство продолжалось 7 лет. 13 куполов, символизирующие Спасителя и 12 апостолов, издали хорошо видны с Енисея. Главный из куполов вознесён на высоту 67 м[26].
- Храм-часовня во имя святителя Луки (Войно-Ясенецкого).
- 13 сентября 2012 года Лесосибирск и Лесосибирский Крестовоздвиженский собор посетил Патриарх Московский и всея Руси Кирилл, совершавший Первосвятительский визит в Красноярскую митрополию[27].

Ислам
Помимо православия в городе представлена мусульманская община. Построена мусульманская мечеть, строительство которой было завершено 14 декабря 1997 года. В мечети помимо традиционных для ислама обрядов преподают арабский язык.
Традиционным для жителей города стал ежегодный праздник «Сабантуй», проводимый при активной поддержке татарской общины «Дуслар»
Другие конфессии
Зарегистрированы общины евангельских христиан-баптистов, адвентистов седьмого дня и пятидесятников.